# Silje Nergaard
Silje Nergaard (nacida el 19 de junio de 1966 en Steinkjer, Noruega) es una compositora y cantante noruega de música pop y jazz. Canta en noruego e inglés.
Aunque sus temas más antiguos, como Si det, si det de 1985, tienen un aire pop, la mayoría de sus temas recientes se inscriben dentro del jazz. Su primer álbum fue producido por el astro de la guitarra jazz Pat Metheny. Silje Nergaard es uno de los pocos artistas noruegos que han sido comercializados por todo el mundo —incluyendo Japón, Brasil, Alemania, los EE. UU. y el Reino Unido— con gran éxito. Colabora habitualmente con artistas como Tord Gustavsen y Jarle Vespestad. Ha colaborado esporádicamente con Al Jarreau, Pat Metheny y Morten Harket.

## Discografía

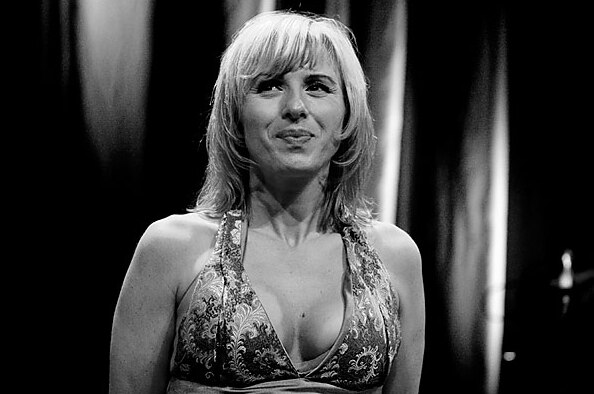
Silje Nergaard en Lantaren/Venster, Róterdam, 2007.

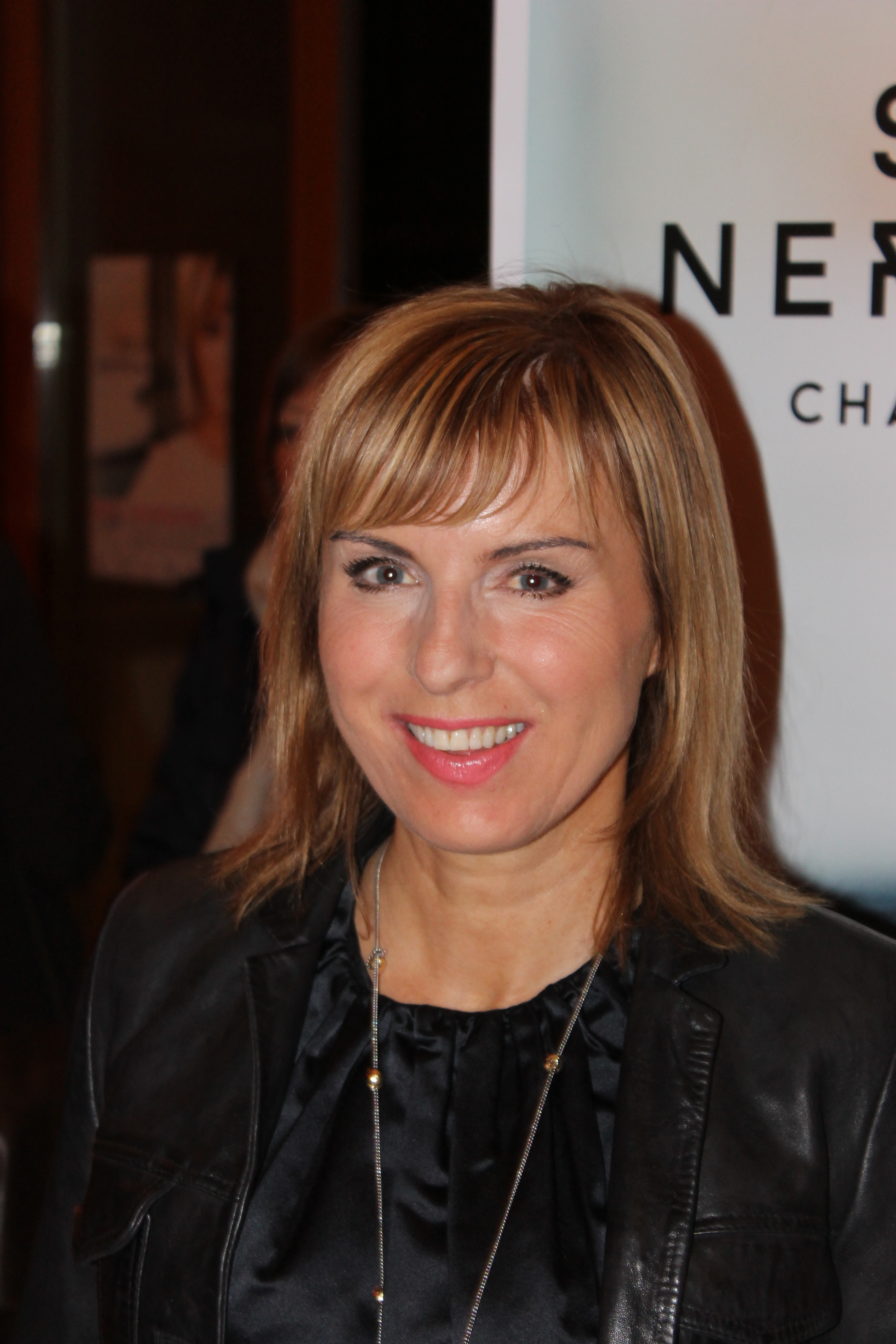
Silje Nergaard en un concierto en Münster, Alemania, 2015.

### Álbumes
- Houses (2021)
- Japanese Blue (versiones acústicas) (2020)
- Silje Nergaard (CD doble: 1 Japanese Blue, 2 Hamar Railway Station) (2020)
- For You a Thousand Times (2017)
- Chain of Days (16 de marzo de 2015)
- Det Går Nok Over (2012), single
- Unclouded (2012)
- If I Could Wrap a Kiss (2010)
- A Thousand True Stories (2009)
- Darkness Out Of Blue (2007)
- Be Still My Heart - The Essential" (2005)
- Nightwatch (2003)
- At First Light (2001)
- Port of Call (2000)
- Hjemmefra (1996)
- Brevet (1995)
- Cow On The Highway (1995)
- Silje (1991)
- Tell Me Where You're Going (1990)
- Si det, si det (1985)

### Álbum recopilatorio
- Be Still My Heart - The Essential (2005)

### Álbum en directo
- Live in Koln (2005)